# Zoxamid
Zoxamid ist eine chemische Verbindung aus der Gruppe der Benzamide und ein von Rohm & Haas (heute Dow AgroSciences) als Pflanzenschutzmittel eingeführtes Fungizid.

## Verwendung
Zoxamid ist ein protektiv wirksames Fungizid, welches aufgrund seiner Lipophilie ein Wirkstoffdepot im Blatt anlegt. Dadurch besitzt es eine hohe Regenfestigkeit.
Zoxamid wird gegen Oomyceten-Erkrankungen im Kartoffel-, Gemüse- und Weinbau wie Phytophthora, Plasmopara und Pseudoperonospora verwendet.
Der Wirkstoff bindet kovalent an das β-Tubulin des Spindelapparats und hemmt so die Mitose.

## Stereochemie
Das Wirkstoffmolekül enthält ein stereogenes Zentrum, folglich gibt es zwei Stereoisomere:
- (R)-3,5-Dichlor-N-(3-chlor-1-ethyl-1-methyl-2-oxopropyl)-4-methylbenzamid und
- (S)-3,5-Dichlor-N-(3-chlor-1-ethyl-1-methyl-2-oxopropyl)-4-methylbenzamid.

Zoxamid wird als 1:1-Gemisch (Racemat) dieser Enantiomere eingesetzt.
| Enantiomere von Zoxamid | Enantiomere von Zoxamid |
| ----------------------- | ----------------------- |
| (S)-Form                | (R)-Form                |

## Zulassung
In Deutschland, Österreich und der Schweiz sowie vielen weiteren Ländern der EU sind Pflanzenschutzmittel mit Zoxamid als Wirkstoff zugelassen.